# Toucy
Toucy é uma comuna francesa na região administrativa de Borgonha-Franco-Condado, no departamento de Yonne. Estende-se por uma área de 35 km². Em 2010 a comuna tinha 2 774 habitantes (densidade: 79,3 hab./km²).